# Clavatula
Clavatula é um gênero de gastrópodes pertencente a família Clavatulidae.

## Espécies
- Clavatula ahuiri Cossignani & Ardovini, 2014
- †Clavatula aralica (Luković, 1924)[2]
- Clavatula asamusiensis Nomura & Zinbo, 1940[3]
- †Clavatula asperulata (Lamarck, 1822) [4]
- Clavatula bimarginata (Lamarck, 1822)[5]
- Clavatula boreointerrupta Kautsky, 1925 [6]
- Clavatula caerulea (Weinkauff & Kobelt, 1875)[7]
- †Clavatula carinifera Grateloup, 1832 [8]
- Clavatula christianae Nolf, 2011
- Clavatula colini Von Maltzan, 1883[9]
- †Clavatula concatenata (Grateloup, 1832) [10]
- Clavatula congoensis Nolf & Verstraeten, 2008[11]
- Clavatula coronata Lamarck, 1801[12]
- Clavatula cossignanii Ardovini, 2004[13]
- Clavatula debilis (R.B. Hinds, 1843)
- Clavatula decorata Sowerby III, 1916[14]
- Clavatula delphinae Nolf, 2008[15]
- Clavatula diadema (Kiener, 1840)[16]
- Clavatula filograna Odhner, 1923[17]
- Clavatula flammulata Knudsen, 1952[18]
- Clavatula gabonensis Melvill, 1923[19]
- †Clavatula glaberrima praecedens (Peyrot, 1931) [20]
- Clavatula gracilior Sowerby II, 1870[21]
- Clavatula hattenbergeri Nolf & Verstraeten, 2008[22]
- Clavatula helena Bartsch, 1915[23]
- †Clavatula helwerdae Ceulemans, Van Dingenen & Landau, 2018
- Clavatula imperialis Lamarck, 1816[24]
- Clavatula knudseni Nolf & Verstraeten, 2007[25]
- Clavatula kraepelini (Strebel, 1914)[26]
- Clavatula lelieuri (Récluz, 1851)[27]
- Clavatula luctuosa (Hinds, 1843)[28]
- Clavatula malala Bozzetti, 2018
- Clavatula martensi Von Maltzan, 1883[29]
- Clavatula matthiasi Nolf, 2008[30]
- Clavatula milleti (Petit de la Saussaye, 1851)[31]
- Clavatula muricata (Lamarck, 1822)[32]
- Clavatula mystica (Reeve, 1843)[33]
- Clavatula nathaliae Nolf, 2006[34]
- Clavatula perronii (Reeve, 1843)[35]
- Clavatula petzyae Boyer & Ryall, 2006[36]
- Clavatula pseudomystica Nolf, 2008[37]
- Clavatula quinteni Nolf & Verstraeten, 2006[38]
- Clavatula regia (Röding, 1798)
- †Clavatula reginae Hoernes & Auinger, 1891
- Clavatula rubrifasciata (Reeve, 1845)[39]
- Clavatula sacerdos (Reeve, 1845)[40]
- Clavatula smithi Knudsen, 1952[41]
- Clavatula solangeae Bozzetti, 2006[42]
- Clavatula strebeli Knudsen, 1952[43]
- Clavatula taxea (Röding, 1798)[44]
- Clavatula tripartita (Weinkauff & Kobelt, 1876)[45]
- Clavatula virgineus (Dillwyn, 1817)[46]
- Clavatula xanteni Nolf & Verstraeten, 2006[47]

Nomen dubium
- Clavatula erecta W. H. Turton, 1932

Espécies trazidas para a sinonímia
- Clavatula albicans Hinds, 1843: sinônimo de Splendrillia albicans (Hinds, 1843)
- Clavatula amabilis Hinds, 1843: sinônimo de Tritonoturris amabilis (Hinds, 1843)
- Clavatula argillacea Hinds, 1843: sinônimo de Etrema argillacea (Hinds, 1843)
- Clavatula auriculifera Lamarck, J.B.P.A. de M. 1816: sinônimo de Clavus canalicularis (Röding, 1798)
- Clavatula bella Hinds, 1843: sinônimo de Bellacythara bella (Hinds, 1843)
- Clavatula candida Hinds, 1843: sinônimo de Glyphostoma candida (Hinds, 1843)
- Clavatula candida (Philippi, 1848): sinônimo de Pusionella valida (Dunker, 1852)
- Clavatula coelata Hinds, 1843: sinônimo de Crassispira coelata (Hinds, 1843)
- Clavatula crenularis Lamarck, 1816: sinônimo de Ptychobela nodulosa (Gmelin, 1791)
- Clavatula echinata Lamarck, 1816: sinônimo de Clavus flammulatus Montfort, 1810
- Clavatula ericea Hinds, 1843: sinônimo de Lioglyphostoma ericea (Hinds, 1843)
- Clavatula fimbriata Hinds, 1843: sinônimo de Daphnellopsis fimbriata (Hinds, 1843)
- Clavatula flammea Hinds, 1843: sinônimo de Daphnella flammea (Hinds, 1843)
- Clavatula flavidula (Lamarck, 1822): sinônimo de Clathrodrillia flavidula (Lamarck, 1822)
- Clavatula fulva Hinds, 1843: sinônimo de Clavus fulva (Hinds, 1843)
- Clavatula gravis (Hinds, 1843): sinônimo de Makiyamaia gravis (Hinds, 1843)
- Clavatula griffithii Gray, 1834: sinônimo de Ptychobela griffithii (Gray, 1834)
- Clavatula haliplex Bartsch, 1915: sinônimo de Toxiclionella haliplex (Bartsch, 1915)
- Clavatula halistrepta Bartsch, 1915: sinônimo de Clionella halistrepta (Bartsch, 1915)
- Clavatula hottentota (E. A. Smith, 1882): sinônimo de Clavus hottentotus (E. A. Smith, 1882)
- Clavatula impressa Hinds, 1843: sinônimo de Kylix impressa (Hinds, 1843)
- Clavatula kraussii (E. A. Smith, 1877): sinônimo de Clionella kraussii (E. A. Smith, 1877)
- Clavatula laeta Hinds, 1843: sinônimo de Splendrillia laeta (Hinds, 1843)
- Clavatula lineata Lamarck, 1816: sinônimo de Perrona lineata (Lamarck, 1816)
- Clavatula lobatopsis Barnard, 1963: sinônimo de Clionella lobatopsis (Barnard, 1963)
- Clavatula marmarina (Watson, 1881):[48] sinônimo de Fenimorea marmarina (Watson, 1881)
- Clavatula merita Hinds, 1843: sinônimo de Tenaturris merita (Hinds, 1843)
- Clavatula metula Hinds, 1843: sinônimo de Anarithma metula (Hinds, 1843)
- Clavatula micans Hinds, 1843: sinônimo de Globidrillia micans (Hinds, 1843)
- Clavatula neglecta Hinds, 1843: sinônimo de Glyphostoma neglecta (Hinds, 1843)
- Clavatula nitens Hinds, 1843: sinônimo de Agladrillia nitens (Hinds, 1843)
- Clavatula obesa Reeve:[49] sinônimo de Perrona obesa (Reeve, 1842)
- Clavatula occata Hinds, 1843: sinônimo de Diptychophlia occata (Hinds, 1843)
- Clavatula pardalis Hinds, 1843: sinônimo de Anachis pardalis (Hinds, 1843)
- Clavatula parilis E. A. Smith, 1902: sinônimo de Clavatula tripartita (Weinkauff, 1876)
- Clavatula pfefferi (Strebel, 1912): sinônimo de Fusiturris pfefferi (Strebel, 1912)
- Clavatula plumbea Hinds, 1843: sinônimo de Kurtziella plumbea (Hinds, 1843)
- Clavatula pudica Hinds, 1843: sinônimo de Agladrillia pudica (Hinds, 1843)
- Clavatula pungens Gould, 1860: sinônimo de Veprecula pungens (Gould, 1860)
- Clavatula pyramis Hinds, 1843: sinônimo de Pseudorhaphitoma pyramis (Hinds, 1843)
- Clavatula quisqualis Hinds, 1843: sinônimo de Leptadrillia quisqualis (Hinds, 1843)
- Clavatula rava Hinds, 1843: sinônimo de Clathurella rava (Hinds, 1843)
- Clavatula rigida Hinds, 1843: sinônimo de Clathurella rigida (Hinds, 1843)
- Clavatula robusta Hinds, 1843: sinônimo de Cheungbeia robusta (Hinds, 1843)
- Clavatula rubida Hinds, 1843: sinônimo de Lienardia rubida (Hinds, 1843)
- Clavatula rubiginosa Hinds, 1843: sinônimo de Otitoma rubiginosa (Hinds, 1843)
- Clavatula rubrofasciata Reeve: sinônimo de Clavatula rubrifasciata (Reeve, 1845)
- Clavatula scalaris Hinds, 1843: sinônimo de Tritonoturris scalaris (Hinds, 1843)
- Clavatula sculpta Hinds, 1843: sinônimo de Rimosodaphnella sculpta (Hinds, 1843)
- Clavatula semicostata (Kiener, 1840): sinônimo de Clionella semicostata (Kiener, 1840)
- Clavatula sinensis Hinds, 1843: sinônimo de Crassispira sinensis (Hinds, 1843)
- Clavatula sinuata (Born, 1778): sinônimo de Clionella sinuata (Born, 1778)
- Clavatula spicata Hinds, 1843: sinônimo de Inquisitor spicata (Hinds, 1843)
- Clavatula spirata Lamarck:[50] sinônimo de Perrona spirata (Lamarck, 1816)
- Clavatula spurca Hinds, 1843: sinônimo de Etrema spurca (Hinds, 1843)
- Clavatula striata Gray, 1826: sinônimo de Epideira striata (Gray, 1826)
- Clavatula subspirata (von Martens, 1902):[51] sinônimo de Perrona subspirata (von Martens, 1902)
- Clavatula subventricosa (E. A. Smith, 1877): sinônimo de Clionella subventricosa (E. A. Smith, 1877)
- Clavatula taxus : sinônimo de Clavatula taxea (Röding, 1798) (ortografia subsequente incorreta)
- Clavatula tessellata Hinds, 1843: sinônimo de Kermia tessellata (Hinds, 1843)
- Clavatula tumida Sowerby II, 1870: sinônimo de Toxiclionella tumida (Sowerby II, 1870)
- Clavatula turriplana (G.B. Sowerby III, 1903): sinônimo de Turricula turriplana (Sowerby III, 1903)